# Råtjärnen (Järvsö socken, Hälsingland)
Råtjärnen är en sjö i Ljusdals kommun i Hälsingland och ingår i Ljusnans huvudavrinningsområde.